# Poverty’s Paradise
A Powerty's Paradise a 4. stúdióalbum az amerikai Naughty by Nature előadásában, mely 1995. május 2-án jelent meg. Ez az utolsó album a Tommy Boy kiadó gondozásában. Az album a Billboard 200-as lista 3., a Tob R&B/Hip-Hop album lista 1. helyéig jutott. Az albumról kimásolt Feel Me Flow a Billboard lista 17., a Clap Yo Hands a 105., és a Craziest a Hot Rap kislemezlista 5. helyéig jutott. 
Az album arany helyezett lett az eladások alapján, valamint 1996-ban Grammy díjat kapott, mint a legjobb Rap album, mely új kategória volt az évben.

## Track lista
1. Intro (Skit) – :38
2. Poverty's Paradise – 1:01
3. Clap Yo Hands – 4:39
4. City of Ci-Lo – 3:13
5. Hang Out and Hustle (feat. G-Luv (of Road Dawgs) & I Face Finsta (of Cruddy Click) – 3:15
6. It's Workin' (feat. Rottin Razkals) – 4:06
7. Holdin' Fort – 3:34
8. Chain Remains – 4:33
9. Feel Me Flow – 3:33
10. Craziest – 4:12
11. Radio (Skit) – :09
12. Sunshine – 3:13
13. Webber (Skit) (feat. Chris Webber) – :49
14. Respect Due – 3:03
15. World Go Round – 3:06
16. Klickow-Klickow (feat. Rottin Razkals, Cruddy Click, Road Dawgs) – 5:00
17. Double I (Skit) – :13
18. Slang Bang – 3:42
19. Shout Out (feat. Gordon Chambers) – 7:02
20. Outro – :27
21. Connections (feat. Cruddy Click, Road Dawgs, Kandi Kain) – 3:10

## Hangminták
- "Intro Skit"
  - "Soul Sister Brown Sugar" by Sam & Dave
- "Poverty's Paradise"
  - "Poverty's Paradise" by 24 Carat Black
- "Clap Yo Hands"
  - "I Thank You" by Sam & Dave
  - "Eric B. is President" by Eric B. & Rakim
- "City of Ci-Lo"
  - "Bones Fly from Spoon's Hand" by Lightnin' Rod
- "Hang Out and Hustle"
  - "Hang out and Hustle" by Sweet Charles
- "Feel Me Flow"
  - "Find Yourself" by The Meters
- "Craziest"
  - "That's All That Matters Baby" by Charles Wright & the Watts 103rd Street Rhythm Band
- "Sunshine"
  - "Everybody Loves the Sunshine" by Roy Ayers
- "World Go Round"
  - "People Make the World Go Round" by Michael Jackson
  - "What You Do to Me" by Tony Williams
- "Klickow-Klickow"
  - "Funky Worm" by Ohio Players
- "Slang Bang"
  - "Inside My Love" by Minnie Riperton
- "Shout Out"
  - "Our Love Has Died" by Ohio Players
- "Connections"
  - "Hard Times" by Baby Huey & "The What" by The Notorious B.I.G. feat. Method Man

## Album lista helyezések
| Év     | Album              | Helyezés      | Helyezés              |
| Év     | Album              | Billboard 200 | Top R&B/Hip Hop Album |
| ------ | ------------------ | ------------- | --------------------- |
| [1995] | Poverty's Paradise | 3             | 1                     |

## Kislemez lista helyezések
| Év   | Dal             | Legmagasabb helyezések | Legmagasabb helyezések        | Legmagasabb helyezések |
| Év   | Dal             | Billboard Hot 100      | Hot R&B/Hip-Hop kislemezlista | Hot Rap kislemezek     |
| ---- | --------------- | ---------------------- | ----------------------------- | ---------------------- |
| 1995 | "Craziest"      | 51                     | 27                            | 5                      |
| 1995 | "Feel Me Flow"  | 17                     | 17                            | 3                      |
| 1995 | "Clap Yo Hands" | 105                    | 70                            | 33                     |